# Arandon-Passins
Arandon-Passins is een gemeente in het Franse departement Isère (regio Auvergne-Rhône-Alpes). De plaats maakt deel uit van het arrondissement La Tour-du-Pin. Arandon-Passins is op 1 januari 2017 ontstaan door de fusie van de gemeenten Arandon en Passins. De gemeente telde 1.858 inwoners op 1 januari 2022.

## Geografie
De oppervlakte van Arandon-Passins bedroeg op 1 januari 2022 26,14 vierkante kilometer; de bevolkingsdichtheid was toen 71,1 inwoners per km².

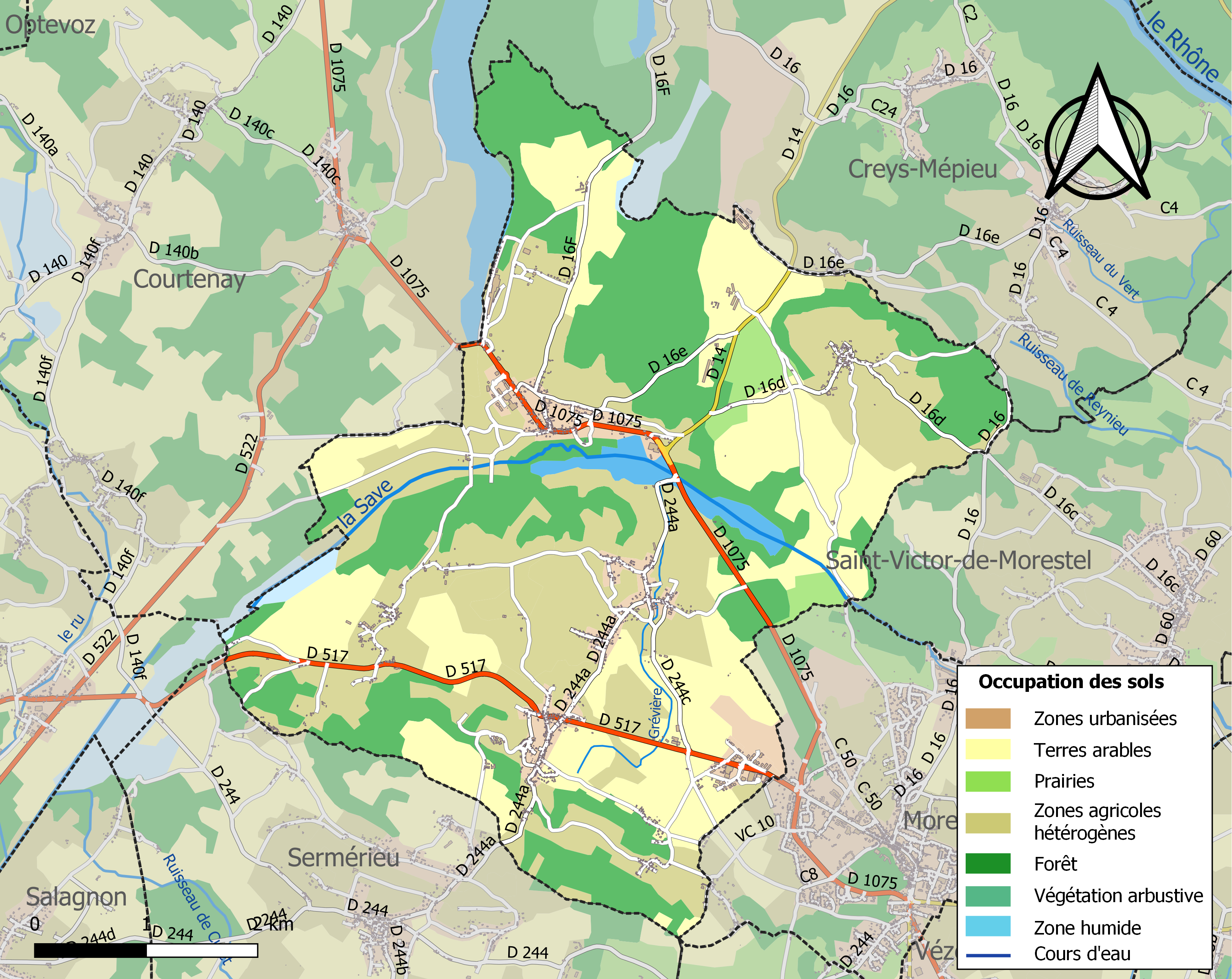
Kaart van de gemeente met de belangrijkste infrastructuur, bodemgebruik en omliggende gemeenten